# Admission Free
Admission Free (Entrada libre) es un corto estadounidense de animación de la serie Talkartoons, estrenado el 10 de junio de 1932. Fue producido por los estudios Fleischer y distribuido por Paramount Pictures. En él aparecen tres de las estrellas de dichos estudios: Betty Boop, Koko el payaso y Bimbo.

## Argumento
Betty Boop trabaja en un salón de máquinas recreativas, en la caja. Al principio del corto aparece cantando mientras ofrece cambio a los clientes. Le da cambio a Koko, y luego a Bimbo, quien flirtea con ella. Mientras Bimbo contempla imágenes en una máquina se establece una relación visual y gestual entre ellos.
Luego Bimbo va a una caseta de tiro, donde pondrá a prueba su puntería. Cuando esta es cuestionada por un conejo, Bimbo le persigue trasladándose la acción a un escenario totalmente diferente: el bosque. Allí le ocurrirán situaciones bien curiosas.